# Smolno (województwo pomorskie)
Smolno (kaszb. Smòlëno lub też Smòlno) – wieś kaszubska w Polsce położona w województwie pomorskim, w powiecie puckim, w gminie Puck. 
Wieś biskupstwa włocławskiego w powiecie puckim województwa pomorskiego w II połowie XVI wieku. W latach 1975–1998 miejscowość położona była w województwie gdańskim.
Smolno leży na trasie linii kolejowej Reda-Puck-Hel (stacje PKP w Mrzezinie i w Żelistrzewie). Znajduje się tu również placówka Ochotniczej Straży Pożarnej oraz klub sportowy Huragan Smolno.
Smolno (dawniej Smolnowo) w XIII wieku należało do Eufrozyny, żony Świętopełka II Wielkiego. We wsi znajduje się zabytkowy młyn nad Gizdepką, z zabudowaniami mieszkalnymi, pochodzący z XIX wieku jak również zabytkowy dom Wiktora Ellwarta pochodzący z 2. poł. XVIII wieku. Przed 1920 wieś nosiła nazwę niemiecką Schmollin.